# Fernando de Portugal, Duque da Guarda
Fernando, Infante de Portugal, 1º Duque da Guarda, Duque de Trancoso e Senhor de Abrantes (Abrantes, 5 de junho de 1507 – Abrantes, 7 de novembro de 1534) foi um Infante de Portugal, filho do Rei Manuel I e da sua segunda esposa, a Rainha Maria de Aragão e Castela.
Foi feito Duque da Guarda e de Trancoso, e Senhor de Abrantes ainda bastante jovem, e recebeu as rendas de diversas vilas portuguesas, como Alfaiates, Sabugal, Abrantes, Lamego e Marialva.
Casou em 1530 com Guiomar Coutinho, 5ª Condessa de Marialva e 3ª Condessa de Loulé, tendo do enlace nascido dois filhos, um morto à nascença, e outra, de nome Luísa.
Fernando faleceu em Abrantes em 1534, sendo sepultado na Igreja de São Domingos daquela cidade. Filipe I de Portugal fez trasladar os restos mortais do Infante para o Mosteiro dos Jerónimos.
Manuel de Faria e Sousa na sua Europa Portuguesa afirma que D. João III o criou Duque de Trancoso aquando do seu casamento com D. Guiomar Coutinho, em 1530, sem referir a criação do título de Duque da Guarda. D. António Caetano de Sousa na sua História Genealógica da Casa Real Portuguesa afirma que não se encontra registo dessa mercê, considerando a afirmação de Faria e Sousa equivocada, por troca com o Ducado da Guarda efectivamente criado nessa ocasião pelo mesmo soberano, e do qual existe registo.
Já António Lourenço Caminha afirma, em obra de 1807, que o Infante D. Fernando era titulado como Duque da Guarda e de Trancoso, e Senhor de Abrantes.

## Vida

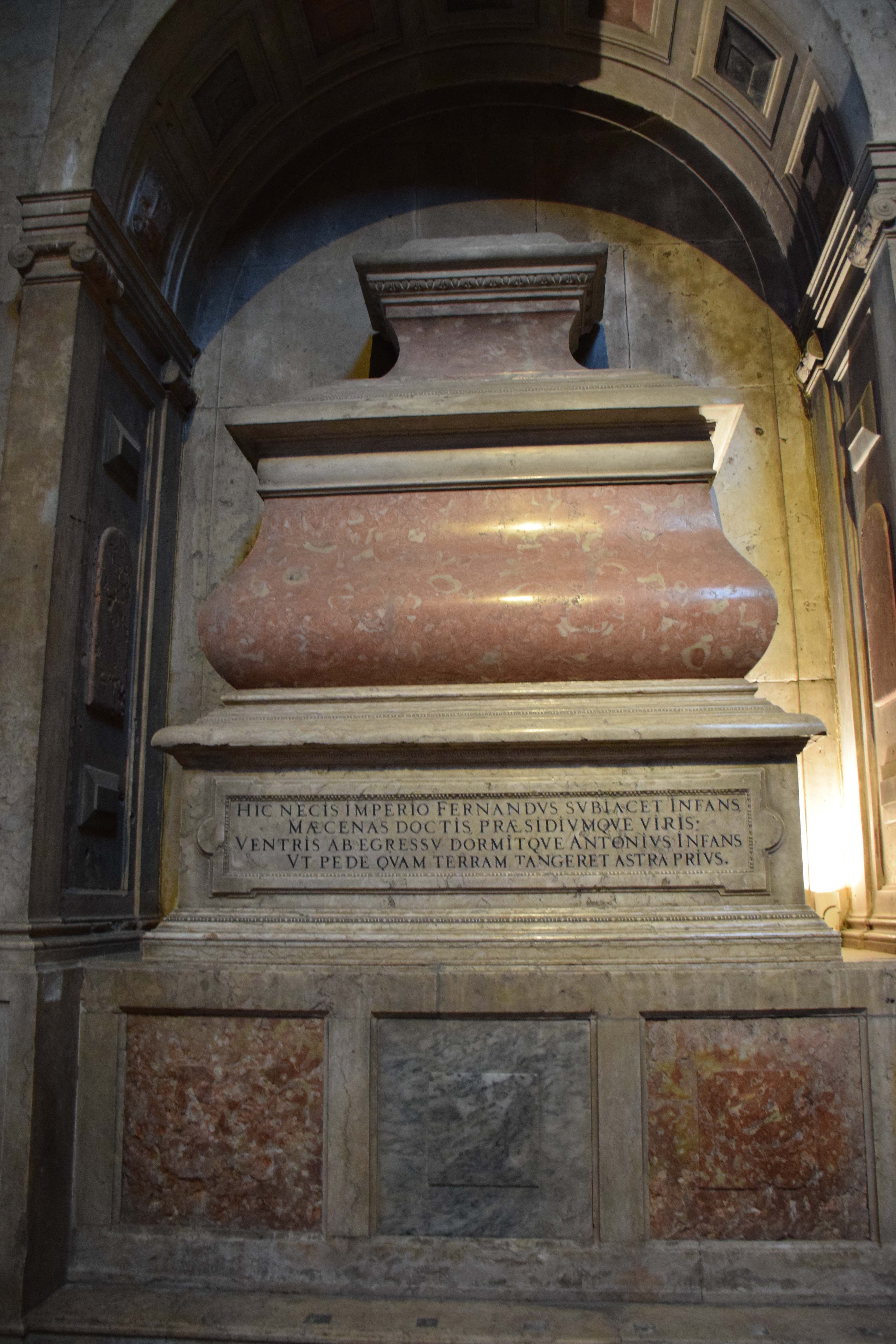
Túmulo de D. Fernando na Igreja do Mosteiro dos Jerónimos

O Infante D. Fernando manifestou um grande interesse pelas letras e por História. Procurou recolher informações para fazer uma enorme árvore genealógica, desde Noé, conforme é documentado por Damião de Góis:
«Este Infante D. Fernando, assim na mocidade, como depois de ser homem feito, foi homem de bom parecer e bem disposto, muito inclinado a letras, e dado ao estudo das Historias verdadeiras e inimigo das fabulosas, e por haver as verdadeiras trabalhava muito, do que eu sou testemunha, porque estando em Flandres, em serviço del Rei D. João terceiro, seu irmão, me mandou pedir todas as crónicas que se pudessem achar escritas de mão, ou imprimidas, em qualquer linguagem que fosse, as quais lhe mandei todas. E por tirar a limpo as crónicas dos Reis de Espanha desde o tempo de Noé, até o seu, despendeu muito com homens doutos, a que dava ordenados e tenças, e fazia outras mercês; e me mandou um desenho da árvore e tronco de toda esta progénie, desde o tempo de Noé, até o del Rei dom Manuel seu pai, para lhe mandar fazer de iluminura, pelo maior homem daquela arte que havia em toda Europa, por nome Simão, morador em Bruges, no condado de Flandres. Na qual árvore e outras coisas de iluminura, despendi per sua conta uma grande soma de dinheiro.»
Uma parte desta grande iluminura atribuída a António de Holanda e a Simão Bening pode ser vista no Museu Britânico.

## Casamento e Filhos
Em 1530 casou-se com Guiomar Coutinho, 5ª Condessa de Marialva e 3ª Condessa de Loulé, herdeira rica de uma família nobre portuguesa. O casamento foi arranjado pelo rei D. João III de Portugal, irmão mais velho de Fernando. O casal se estabeleceu em Abrantes, onde nasceram seus dois filhos que morreram na infância:
- Luísa de Portugal (1531 - 3 de outubro de 1534);
- Filho sem nome (1 de agosto de 1533), morreu logo após seu nascimento.